# 우크라이나 소비에트 사회주의 공화국
우크라이나 소비에트 사회주의 공화국(우크라이나어: Українська Радянська Соціалістична Республіка / Українська РСР 우크라인스카 라댠스카 소치알리스티치나 레스푸블리카[*], 러시아어: Украи́нская Сове́тская Социалисти́ческая Респу́блика / Украи́нская CCP 우크라인스카야 소베츠카야 소치알리스티체스카야 레스푸블리카[*])은 과거 소비에트 연방을 이루었던 15개 공화국 중 하나로, 현재의 우크라이나에 있던 공화국이다.
우크라이나 소비에트 사회주의 공화국은 벨로루시 소비에트 사회주의 공화국과 함께 소련과는 별도로 유엔에 가입되어 있었다.

## 우크라이나 공산당 서기장
- 게오르기 퍄타코프 (1918)
- 스타니슬라우 코시오르 (1919~1920)
- 드미트리 마누일스키 (1921~1923)
- 엠마누일 크비링 (1923~1925)
- 라자르 카가노비치 (1925~1928)
- 스타니슬라우 코시오르 (1928~1938)
- 니키타 흐루쇼프 (1938~1949)
- 레오니트 멜니코프 (1949~1953)
- 알렉세이 키리첸코 (1953~1957)
- 니콜라이 포드고르니 (1957~1963)
- 표트르 셸레스트 (1963~1972)
- 블라디미르 셰르비츠키 (1972~1989)
- 블라디미르 이바시코 (1989~1990)
- 스타니슬라우 구렌코 (1990~1991)

## 역사
1917년 12월 25일에 결성되어 1922년 12월 30일의 소비에트 대회에서 소비에트 연방의 공화국으로써 참여하게 되었다.
1945년 소련이 제2차 세계 대전에서 승리하자 우크라이나 소비에트 사회주의 공화국은 서쪽으로 영토를 크게 넓혔으며, 1954년, 러시아 소비에트 연방 사회주의 공화국으로부터 크림 반도를 이양받았다.
1991년 8월 24일, 8월 쿠데타 직후 우크라이나 최고 소비에트는 독립 선언을 발표하고 소비에트 연방으로부터 독립을 선언했다. 같은 해 12월 1일, 우크라이나 최초로 대통령 선거가 실시되었으며 1991년 12월 25일 소비에트 연방의 붕괴 이후 현재의 우크라이나 공화국으로 독립하였다. 그러나 2014년 러시아의 크림반도 합병으로 크림 반도를 상실하였다.

## 교육
우크라이나의 교육은 소비에트연방 체제의 평등 이념에 따라 전반적인 교육 수준이 높은 편이었으나 독립한 이후 경제난에 따른 교육 재정의 어려움으로 상당수의 학교가 폐교되기도하고 직장을 이탈하는 교사들이 증가하는 현상이 발생하고 있다. 소비에트연방식 교육 학제에서 미국식 학제로 교육 시스템을 개편하는 개혁을 실시 중에 있으며, 일부 초, 중, 고와 대학에서는 이미 미국식 학제를 시행 중이다.
- 유치원: 취학 전 아동을 위한 교육 기관으로 5~6세 아동을 대상으로 한다.
- 일반 초, 중, 고등교육: 수업단계와 수업 연한에 따라 3수준으로 나뉘는데, 1수준은 4년으로 한국의 초등학교, 2수준은 5년으로 한국의 중학교, 3수준은 3년으로 한국의 고등학교에 해당한다.
- 직업교육: 직업에 대한 전문성 확보를 위한 직업교육 실시함.
- 고등교육: 1수준은 4년제 기술학교, 2수준은 4년제 전문대학, 3수준은 종합대학, 아카데미, 연구소 등이다.